# عوالق هوائية
العوالق الهوائية أو هائمات هوائية هي أشكال لكائنات حية دقيقة تطفو وتنجرف في الهواء، ويحملها تيار الريح; فهي تمثل التناظر الجوي للعوالق المحيطية.

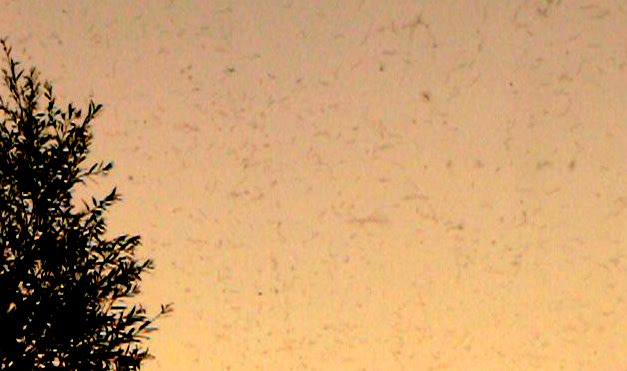
تفاصيل تكوّن سحابة كثيفة ذات عوالق هوائية ولكنها طبيعية تمامًا عند وقت الغروب، المتكونة فوق نهر لوار بفرنسا (أوائل أغسطس 2010)

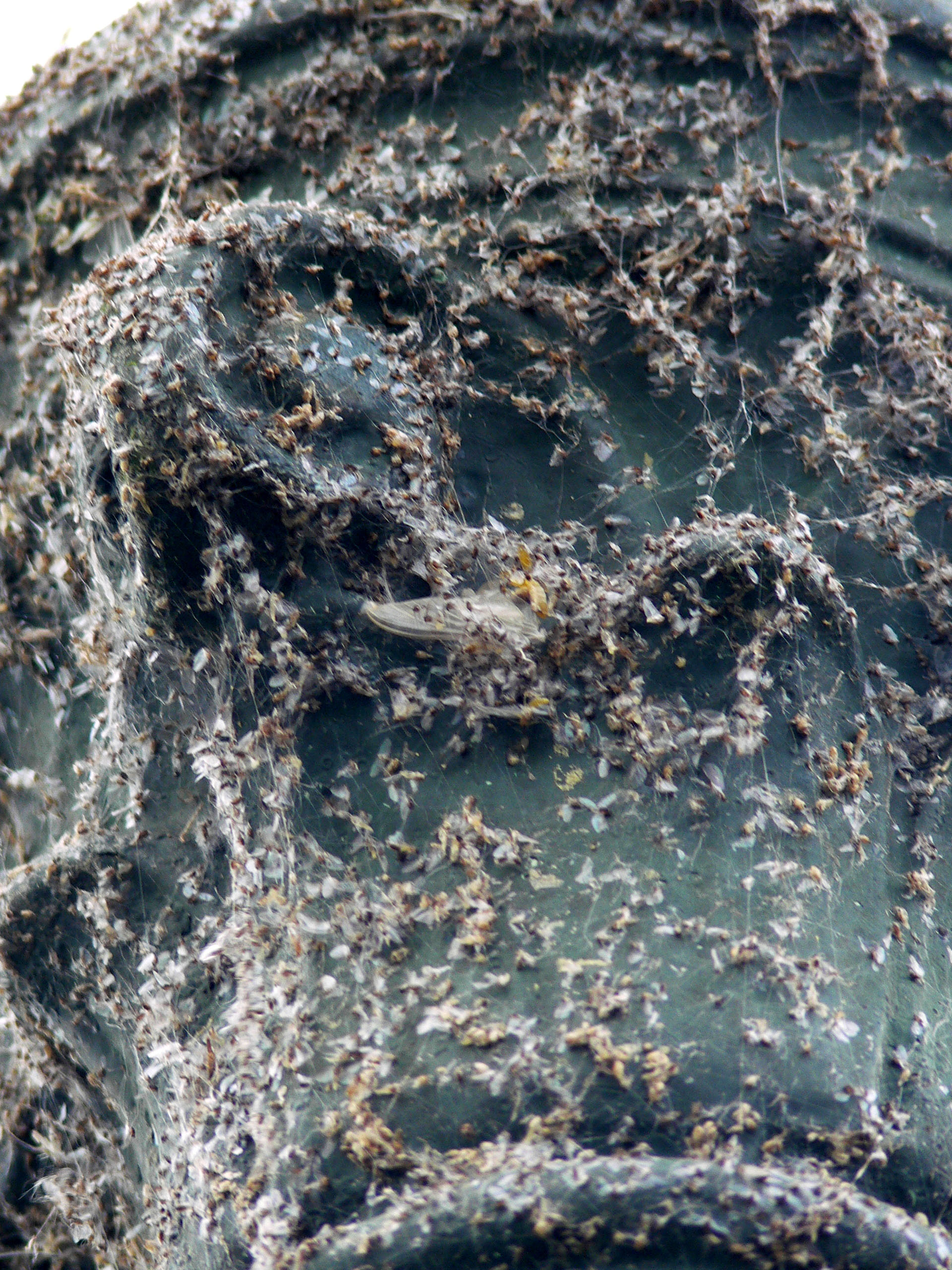
على ضفاف نهر لوار، تجذب الأجسام المنيرة للضوء (المتواجد على جسر بريار) مجموعة كبيرة من الأنواع الرئيسية للحشرات التي تتألف منها العوالق الهوائية. وتعتبر هذه واحدة من المشاكل المتسببة في ظهور التلوث الضوئي

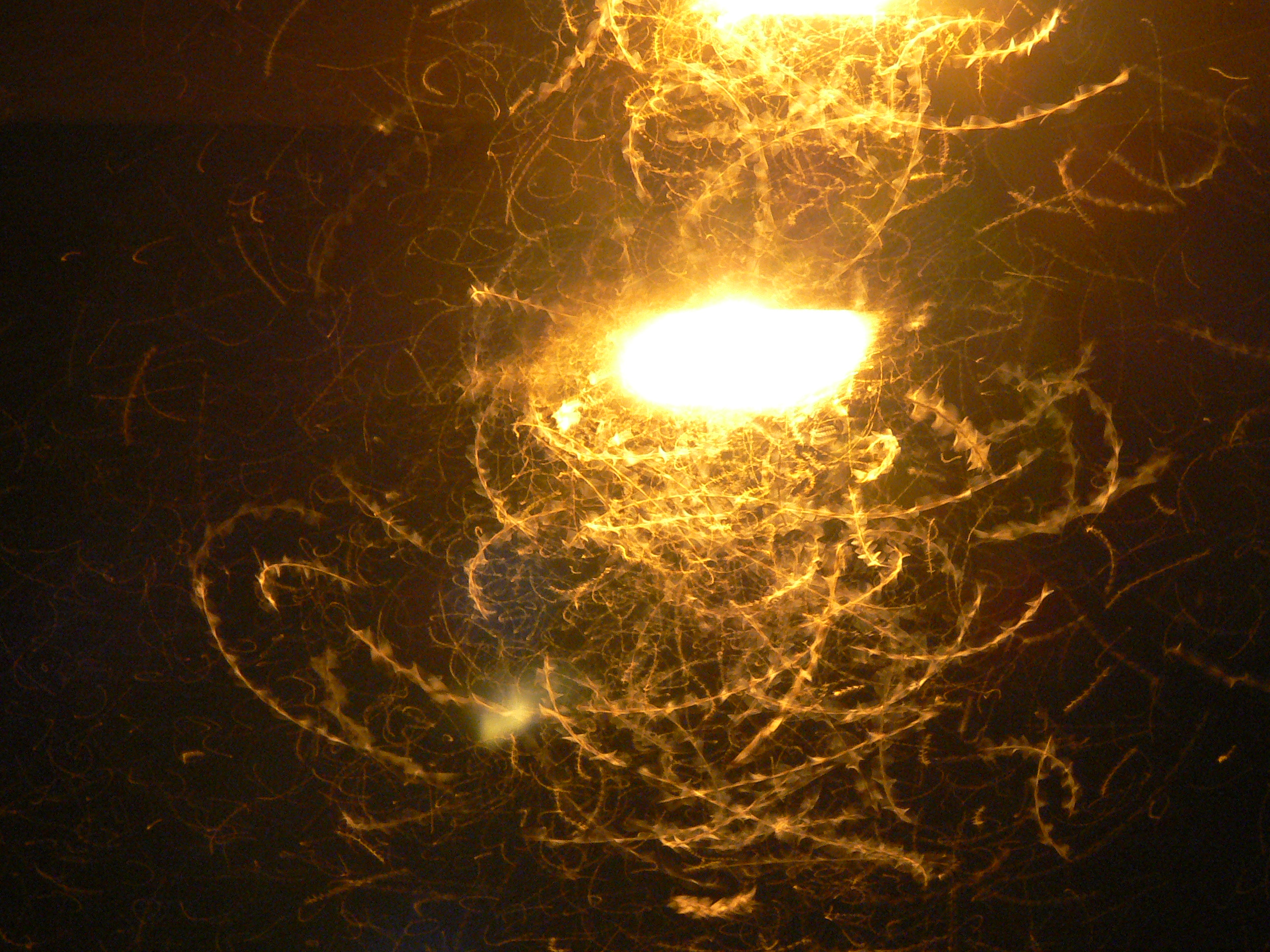
تأثير التجزؤ الإيكولوجي للبيئة الليلية الناجم عن التلوث الضوئي، الذي يعمل على جذب وصيد العوالق الهوائية (التي يتم صيدها بسهولة بواسطة الخفافيش والعناكب) هنا في واحدة من المصابيح الستة التي تنير جسر ميون على نهر لوار (أغسطس 2010). ويتيح الحاجز إمكانية تمييز مسار اتجاه الحشرات وسرعتها (وعدد رفرفات الأجنحة بالنسبة للحشرات الأكبر)

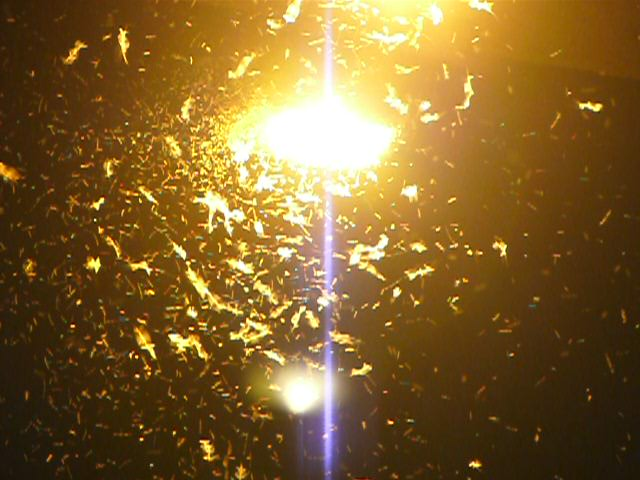
لقطة (باستخدام الفلاش) تُظهر بشكل أوضح نفس المكان الوارد أعلاه، وفي نفس الوقت تظهر الأحجام المختلفة للحشرات التي يجذبها الضوء

تتميز معظم الكائنات الحية التي تكوّن العوالق الهوائية بأنها صغيرة للغاية؛ حيث إنها ذات حجم مجهري وقد يكون من الصعب تحديد العديد منها نظرًا لأحجامها الضئيلة للغاية. ويقوم العلماء بجمع تلك الحشرات لأغراض الدراسة ووضعها في المصائد وشبكات جمع الحشرات من المركبات الهوائية أو الطائرات الورقية أو المناطيد.
وتضم العوالق الهوائية العديد من الميكروبات, بما في ذلك الفيروسات وحوالي 1000 نوع مختلف من البكتيريا وحوالي 40000 نوع مختلف من الفطريات ومئات الأنواع من الطلائعيات والطحالب والحزازيات وحشائش الكبد التي تعيش بعض فترات من دورة حياتها كعوالق هوائية، غالبًا مثل الأبواغ وحبوب اللقاح والبذور المتناثرة في الهواء. 
كذلك، تُحمل أعداد هائلة من الحيوانات الصغيرة، وخاصة مفصليات الأرجل (مثل الحشرات والعناكب إلى ارتفاعات عالية من الغلاف الجوي بواسطة التيارات الهوائية ومن الممكن أن تجد تلك الحيوانات طافية في ارتفاعات تصل إلى آلاف الأقدام. فعلى سبيل المثل عادةً ما تتواجد حشرات المن في ارتفاعات شاهقة.
تستغل بعض الفصائل من العناكب الريح في دفع أنفسها لتتواجد حول منطقة ما. فيحاول العنكبوت العثور على موقع مراقبة (كفرع شجرة أو سياج أو سطح) وموجهًا الجزء العلوي من بطنه، ويخرج خيوطًا رفيعة من الحرير من أعضائه الناسجة للخيوط. وعند نقطة ما، يكون الاحتكاك الحاصل بين الهواء وخيط (خيوط) الحرير كبيرًا بدرجة كافية ليرفع العنكبوت في الهواء ويجرفه النسيم. وتسمى هذه العملية الانتشار عبر الهواء. تكون العناكب التي تنتشر عبر الهواء (انظر عناكب لينيفييدي) قادرة على الانجراف بعيدًا عدة أميال من المكان الذي انطلقت منه. وتكفل المرونة التي تتمتع بها خيوط الحرير المساعدة للديناميكية الهوائية الخاصة بالتحليق، مما يتسبب في انجراف العناكب إلى مسافات لا يمكن التنبؤ بها وتصل في بعض الأحيان إلى مسافات طويلة .

## وصلات خارجية
- Living on the air